# Chris Lake

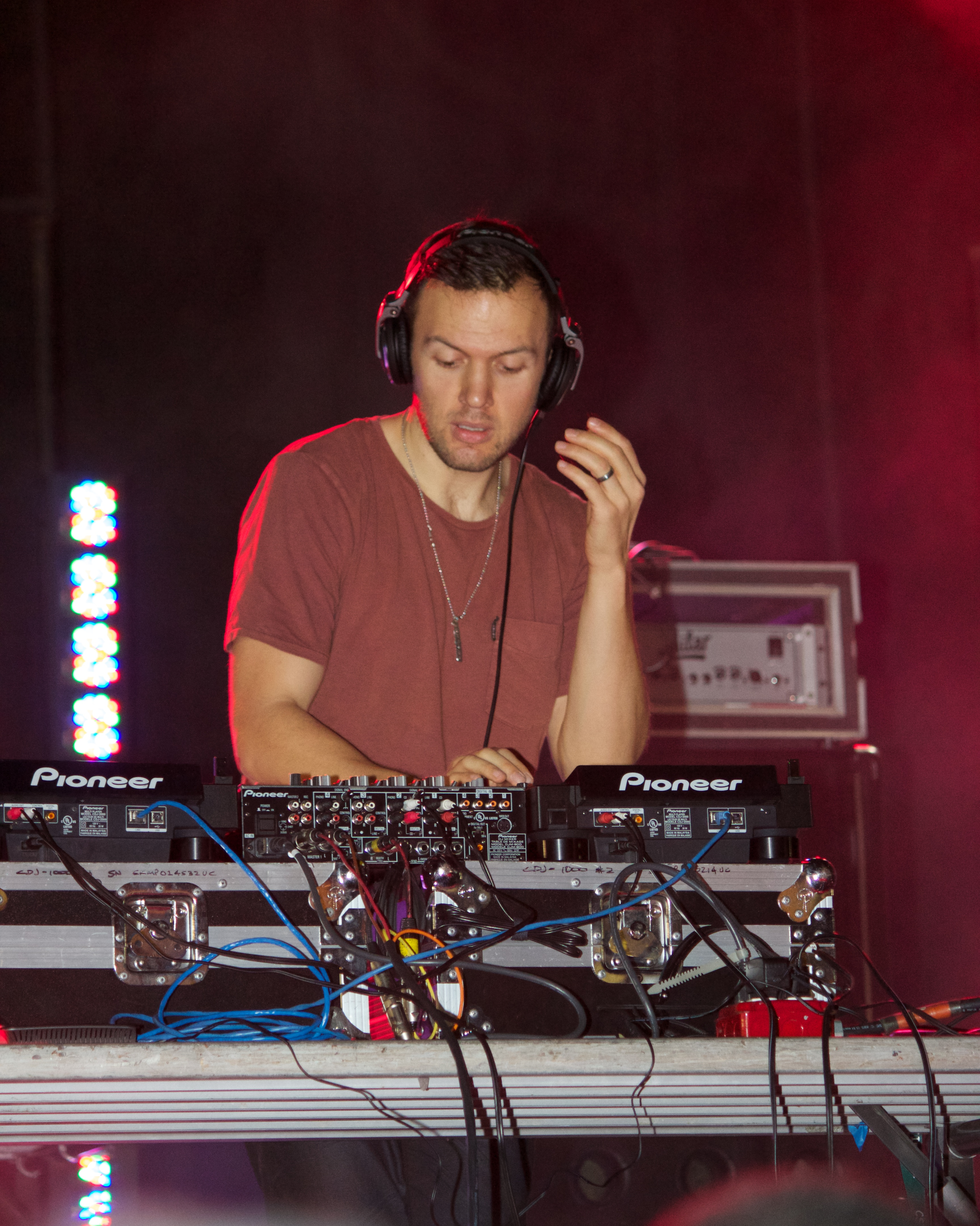
Chris Lake aan de University of South Florida, oktober 2012.

Chris Lake (geboren 8 augustus 1982 in Norwich, Engeland) is een Britse DJ en producer binnen de elektronische dansmuziek. Bekend om zijn energieke mix van house, progressive house en tech house, brak hij internationaal door in 2006 met de hit "Changes" featuring Laura V. In de jaren daarna groeide hij uit tot een invloedrijke naam in de dancewereld, mede dankzij zijn samenwerkingen met artiesten als Marco Lys, deadmau5 en Chris Lorenzo. Lake is tevens lid van de acts Under Construction (met FISHER) en Anti Up (met Chris Lorenzo), en hij runt zijn eigen label Black Book Records.

## Biografie
Zijn muzikale carrière begon met bootleg-remixen van onder andere The Prodigy en Eurythmics, waarna hij doorbrak met tracks als "Carry Me Away" (met Emma Hewitt), "La Tromba" en "Violins" (beide met Marco Lys). "Carry Me Away" voerde zelfs de Billboard Hot Dance Airplay-chart aan. Later scoorde hij met clubfavorieten zoals "Operator" en "I Want You", en leverde hij succesvolle remixes af voor artiesten als Calvin Harris en Missy Elliott. Met optredens op grote festivals zoals het Indy 500 Snake Pit, Ultra Music Festival, Tomorrowland en de lancering van de HOWSLA-compilatie met Skrillex, heeft Chris Lake zich stevig gevestigd als een van de toonaangevende figuren in de hedendaagse elektronische muziek.